# Islam in Saoedi-Arabië

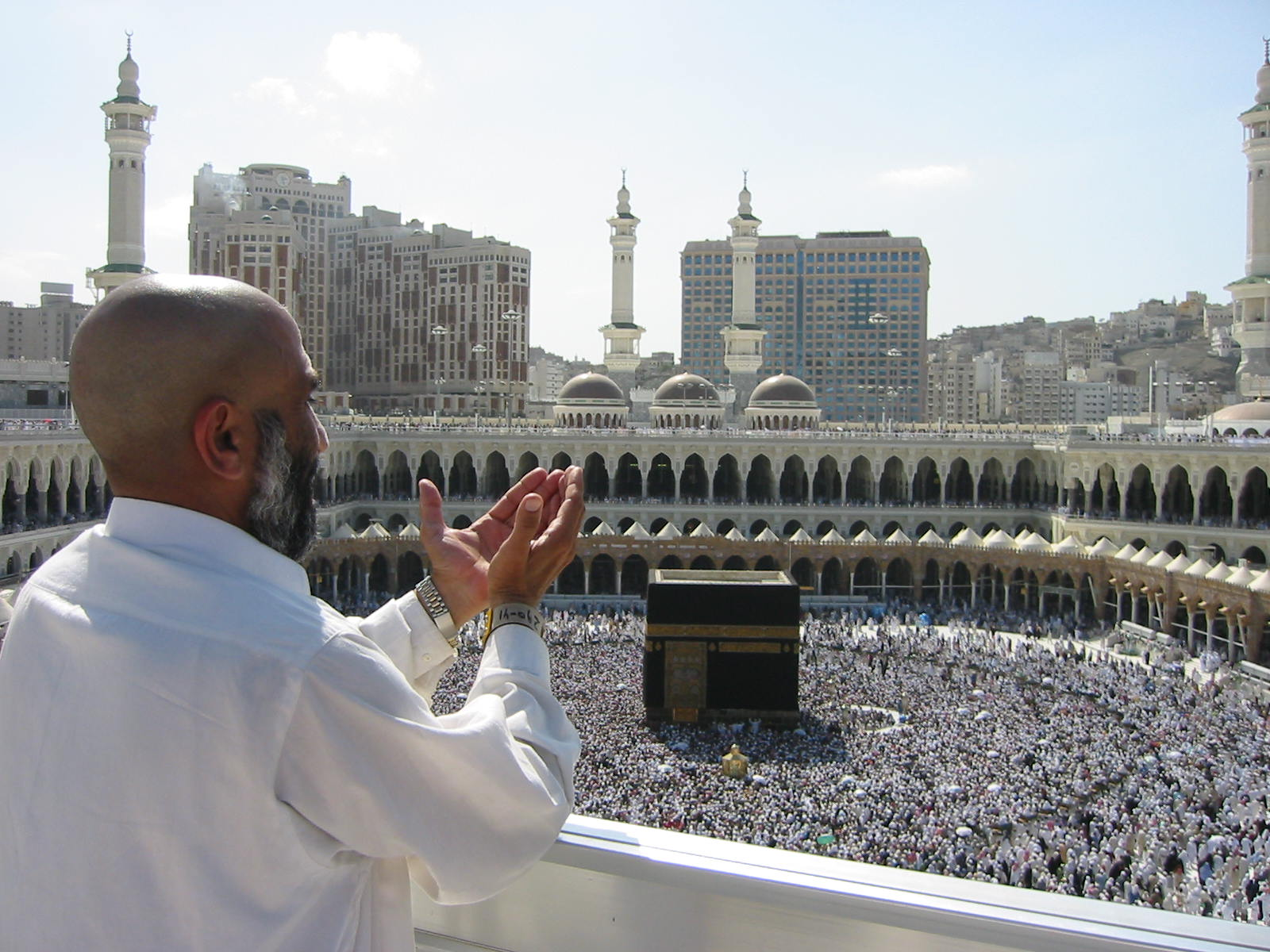
Een moslim in Mekka

De islam in Saoedi-Arabië is de staatsreligie en is vooral gebaseerd op het wahabisme. De overgrote meerderheid van de Saoediërs is soenniet en een klein percentage is volgeling van het sjiisme. De islamitische heilige plaatsen Mekka en Medina liggen ook in Saoedi-Arabië. Saoedi-Arabië staat bekend als een centrum van de islam en kent vrijwel geen godsdienstvrijheid. De islam is de dominante godsdienst en staatsgodsdienst. Niet-islamitische godsdiensten worden slechts binnenshuis getolereerd (voornamelijk onder buitenlanders), en op voorwaarde dat zij geen moslims proberen te bekeren. In praktijk worden ook plechtigheden binnenshuis regelmatig verstoord door de religieuze politie, de Mutawa. Deze Mutawa, bestaande uit voornamelijk bekeerlingen tot de islam, heeft tot taak de naleving van de sharia te controleren, en is door zijn harde en willekeurige optreden controversieel.

## Geschiedenis

### Vroege middeleeuwen
Het christendom kwam op het Arabisch Schiereiland eerder voor dan de islam, namelijk vanaf de 4e en 5e eeuw. De Ghassaniden waren een Arabische christelijke dynastie die van het einde van de 4e eeuw tot ca. 600 over de half nomadische Arabieren van Zuid-Syrië, Jordanië en noordelijk Saoedi-Arabië heerste en vanaf keizer Anastasius (491–518) tot Mauricius (582–602) als vazallen van het Byzantijnse Rijk een buffergebied vormden tegen de Perzen en hun Arabische ongekerstende bondgenoten, de Lachhmiden van Hira.

### Centrum van de islam
Thans is Saoedi-Arabië het religieuze centrum van de islam. In het land zijn de belangrijkste islamitische heilige plaatsen gelegen: Mekka en Medina. Het land ontvangt jaarlijks miljoenen islamitische pelgrims die de hadj willen volbrengen. Deze heilige plaatsen zijn slechts toegankelijk voor moslims. Voor de ontdekking van aardolie in 1938 vormden deze pelgrimstochten de belangrijkste inkomstenbron voor (het toen nog arme) Saoedi-Arabië.
De staatsgodsdienst is de soennitische richting van de islam, die door 84% van de bevolking gevolgd wordt. Meer specifiek worden de Saoediërs gezien als aanhangers van het wahabisme, een puriteinse stroming die in de 18e eeuw opgang deed in het centrale deel van het land. De dominante islamitische rechtsschool is het hanbalisme. In het noordoosten (provincie al-Hasa) woont een sjiitische minderheid, die circa 14% van de bevolking vormt.
De grootmoefti van Saoedi-Arabië is Abdul Aziz Aal ash-Shaikh. Hij is de belangrijkste geestelijke van het land. Zijn fatwa's hebben belangrijke juridische consequenties. Het Saoedische rechtsstelsel is gebaseerd op de sharia.

### Islamitisch erfgoed
Saoedi-Arabië, en in het bijzonder de Hidjaz, als de bakermat van de islam, heeft veel van de belangrijkste historische islamitische plaatsen zoals de twee heiligste plaatsen van Mekka en Medina. Een van de titels van de koning is Bewaarder van de Twee Heilige Moskeeën, de twee moskeeën zijn Al-Masjid al-Haram in Mekka, die de meest heilige plaats van de islam bevat, de Ka'aba, en de moskee van de Profeet in Medina die Mohammeds graf bevat.
Het Saoedische wahabisme staat echter vijandig tegenover elke vorm van eerbied die wordt gegeven aan historische of religieuze plaatsen van betekenis uit angst dat daardoor afgoderij ontstaat. Als gevolg daarvan hebben onder de Saoedische regels de Hidjaz-steden te lijden gehad onder aanzienlijke vernietiging van hun fysieke erfgoed en wordt geschat dat ongeveer 95% van Mekka's historische gebouwen, de meeste meer dan duizend jaar oud, zijn gesloopt. Hieronder vallen onder andere de moskee die oorspronkelijk werd gebouwd door de dochter (Fatima Zahra) van Mohammed en andere moskeeën opgericht door Abu Bakr (Mohammeds schoonvader en de eerste kalief), Umar (de tweede kalief), Ali ibn Abi Talib (Mohammeds schoonzoon en de vierde kalief) en Salman al-Farsi (een van Mohammeds metgezellen). Andere historische gebouwen die zijn vernietigd zijn onder meer het huis van Khadija, de vrouw van de Profeet, het huis van Abu Bakr, nu de site van het lokale Hilton-hotel, het huis van Ali-Oraid, de kleinzoon van de Profeet en de moskee van Abu-Qubais, nu de locatie van het paleis van de koning in Mekka.
Critici hebben dit beschreven als "Saoedi-vandalisme" en beweren dat in de afgelopen 50 jaar 300 historische plaatsen die in verband stonden met Mohammed, zijn familie of begeleiders verloren zijn gegaan. Er wordt vermeld dat er nu nog minder dan 20 plaatsen zijn in Mekka die nog dateren uit de tijd van Mohammed.